# Zarzuela del Monte
Zarzuela del Monte es un municipio y localidad de España perteneciente a la provincia de Segovia, en la comunidad autónoma de Castilla y León. El término municipal tiene una población de 498 habitantes (INE 2024).

## Geografía
Ubicación

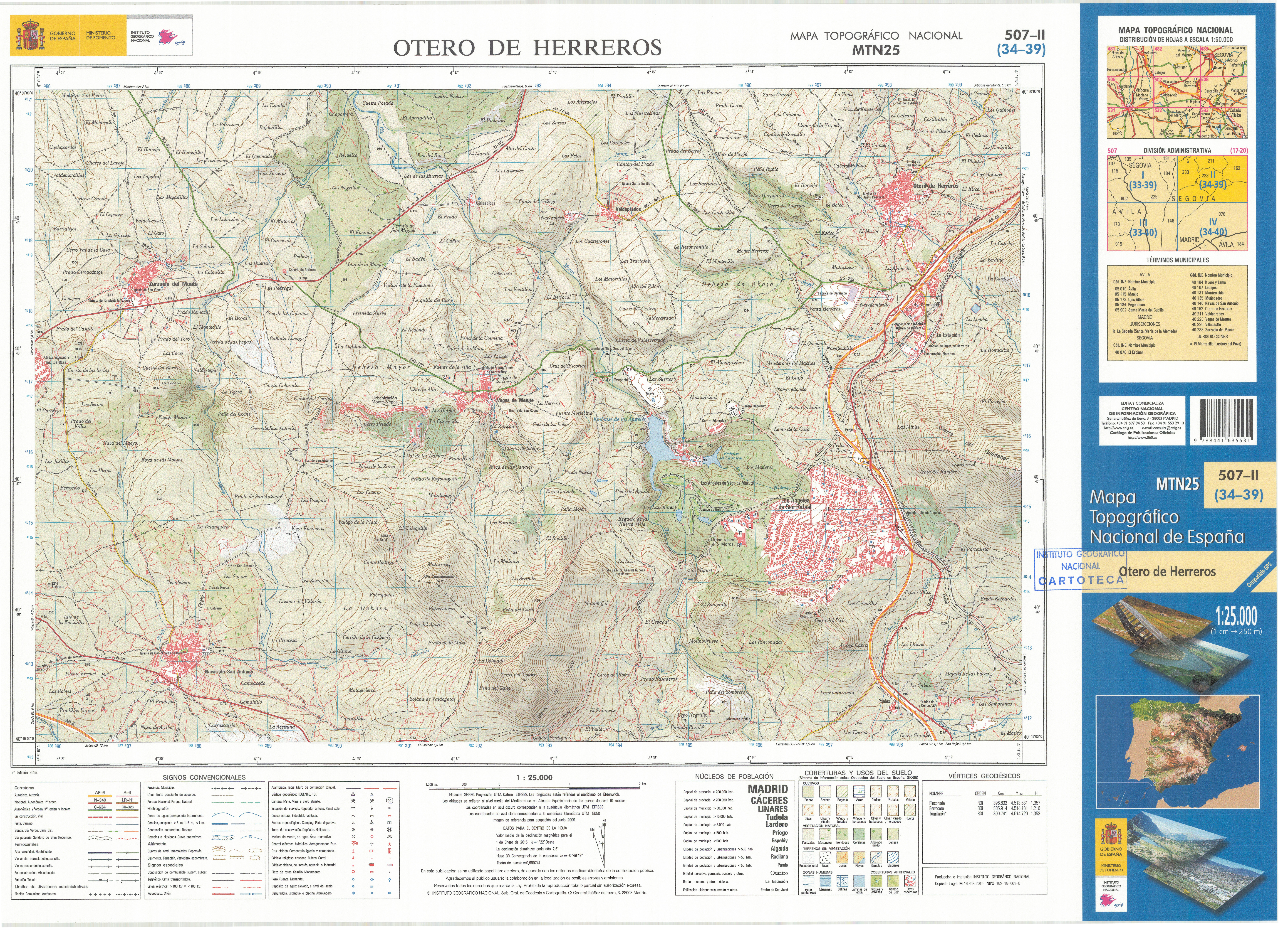
Fragmento de la hoja 507 del Mapa Topográfico Nacional de España de 2015 en el que se representa parte de Zarzuela del Monte

Integrado en la Comunidad de Ciudad y Tierra de Segovia, concretamente en el Sexmo de San Martín, se sitúa a 29 km de la capital segoviana. El término municipal está atravesado por la carretera N-110 entre los pK 216 y 221, además de por las carreteras provinciales SG-322, que permite la comunicación con Monterrubio, y por la SG-722, que se dirige a Vegas de Matute. Finalmente, la carretera local SG-V-7222 comunica con Navas de San Antonio. El municipio tiene una superficie de 28,38 km².
El relieve del municipio es predominantemente llano, aunque en pendiente descendente por la cercanía del Sistema Central. Destaca el cerro llamado La Cabeza, situado al sur del pueblo, que alcanza los 1117 m de altitud. Un poco más al sur, el cerro Mediano llega a los 1144 m. La altitud oscila entre los 1190 m al suroeste y los 920 m a orillas del río Moros, que hace de límite con Segovia. La localidad está situada a una altitud de 1008 m sobre el nivel del mar.
| Noroeste: Monterrubio   | Norte: Segovia y Lastras del Pozo (exclave) | Noreste: Valdeprados                |
| Oeste: Ituero y Lama    |                                             | Este: Valdeprados y Vegas de Matute |
| Suroeste: Ituero y Lama | Sur: Navas de San Antonio                   | Sureste: Navas de San Antonio       |

## Demografía
Cuenta con una población de 498 habitantes (INE 2024).
| Gráfica de evolución demográfica de Zarzuela del Monte entre 1828 y 2021 |
| |
| Población según el Diccionario geográfico-estadístico de España y Portugal de Sebastián Miñano. Población de derecho según los censos de población del INE. Población de hecho según los censos de población del INE. |

El municipio, que tiene una superficie de 28,38 km², cuenta según el padrón municipal para 2017 del INE con 506 habitantes y una densidad de 17,83 hab./km².

## Símbolos
El escudo heráldico y la bandera que representan al municipio fueron aprobados oficialmente el 14 de febrero de 2003. El escudo se blasona de la siguiente manera:

En campo de sinople tres espigas de oro puestas en faja. Bordura de plata cargada de ocho zarzas de su color.
Boletín Oficial de Castilla y León n.º 103 de 2 de junio de 2003

La descripción textual de la bandera es la siguiente:

Paño cuadrado de proporción 1:1, dividido en tres franjas verticales de igual tamaño, la central de color blanco cargada con el escudo antes descrito, y las otras dos de color verde.
Boletín Oficial de Castilla y León n.º 103 de 2 de junio de 2003

## Administración y política
Lista de alcaldes
| Periodo   | Nombre                         | Partido   |
| --------- | ------------------------------ | --------- |
| 1979-1983 | Lucio Barreno Barreno          | PSOE      |
| 1983-1987 | Julián Bravo Moreno            | AP-PDP-UL |
| 1987-1991 | Guillermo Barreno Barreno      | PSOE      |
| 1991-1995 | Guillermo Barreno Barreno      | PSOE      |
| 1995-1999 | Dionisio Montalvo de Frutos    | PP        |
| 1999-2003 | Dionisio Montalvo de Frutos    | PP        |
| 2003-2007 | Dionisio Montalvo de Frutos    | PP        |
| 2007-2011 | Mariano de Andrés Mesoneros    | PP        |
| 2011-2015 | Mariano Mesonero Cubo          | PP        |
| 2015-2019 | Mariano Mesonero Cubo          | PP        |
| 2019-2023 | Mariano Mesonero Cubo          | PP        |
| 2023-act. | María Teresa Barrio de la Peña | PSOE      |

## Patrimonio

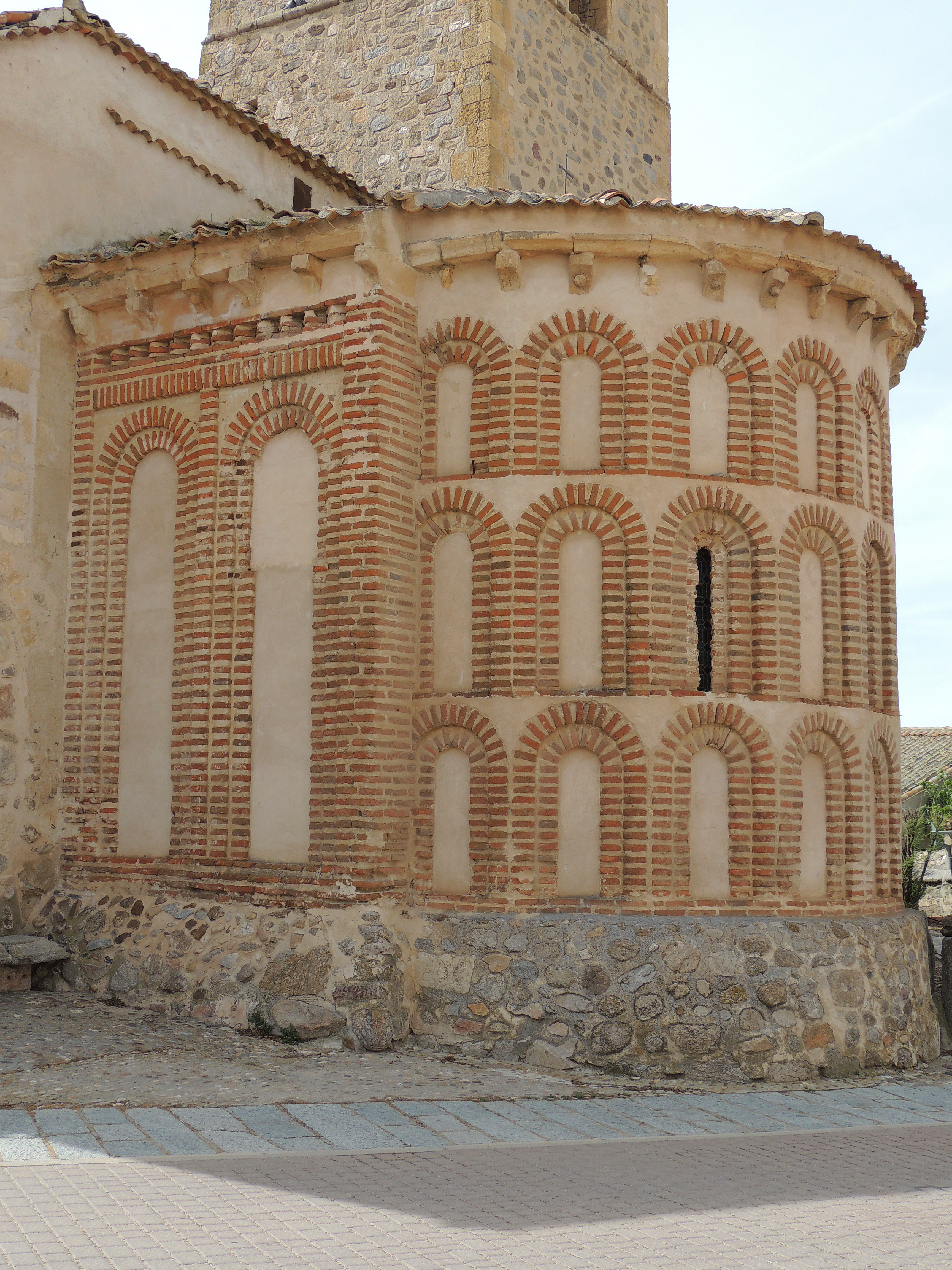
Ábside de la iglesia

En la localidad se encuentra la iglesia de San Vicente mártir, declarada bien de interés cultural, de la que destaca su ábside mudéjar.